# Yantley (Alabama)
Yantley es un área no incorporada ubicada en el condado de Choctaw en el estado estadounidense de Alabama.

## Geografía
Yantley se encuentra ubicada en las coordenadas 32°14′46″N 88°22′46″O / 32.24611, -88.37944.